# Università di Lisbona
L'Università di Lisbona (ufficialmente in portoghese Universidade de Lisboa, pron. univɨɾsiˈdad(ɨ) dɨ liʒˈboɐ, sigla UL) è la principale istituzione universitaria di Lisbona, composta da otto facoltà. La storia di una Università a Lisbona risale al XIII secolo, ma venne "formalmente" creata nel 1911 dopo la caduta della monarchia per decreto del Governo Provvisorio.
È colloquialmente definita come Università Classica di Lisbona per distinguerla dalla Nuova Università di Lisbona e dall'Università Tecnica di Lisbona, che hanno sede nella stessa cittadella universitaria di Lisbona, insieme ad altri enti culturali.

## Precedenti storici
La prima università portoghese fu fondata nel 1290 dal re Dinis a Lisbona, e si definì così un primo Studium Generale (Estudo Geral). Nei successivi 247 anni, la scuola universitaria fu spostata più volte tra Lisbona e Coimbra, infine nel 1537, durante il regno di João III, si trasferì definitivamente a Coimbra. L'intero istituto universitario, compreso il personale docente e tutto il patrimonio della biblioteca, furono spostati all'Università di Coimbra oramai definitivamente instauratasi. Lisbona diventò di nuovo una città universitaria nel 1911 quando l'attuale Università di Lisbona venne realizzata, attraverso l'unione delle scuole di nuova creazione e più anziane, come la Scuola Politecnica del XIX secolo (Escola Politécnica), la Scuola Reale di Medicina (Real Escola Médico-Cirúrgica de Lisboa) e il Corso Superiore di Lettere (Curso Superior de Letras).

## Rettori
- 1911-1913: Augusto José da Cunha (Scienze)
- 1913-1916: João Maria de Almeida Lima (Scienze)
- 1916-1928: Pedro José da Cunha (Scienze)
- 1928-1928: Augusto de Almeida Monjardino (Medicina)
- 1928-1929: Francisco Xavier da Silva Teles (Lettere)
- 1929-1946: José Caeiro da Mata (Diritto)
- 1946-1956: José Gabriel Pinto Coelho (Diritto)
- 1956-1959: Vítor Hugo Duarte de Lemos (Scienze)
- 1959-1962: Marcelo José das Neves Alves Caetano (Diritto)
- 1962-1965: Paulo Arsénio Veríssimo da Cunha (Diritto)
- 1965-1969: José Sarmento de Vasconcelos e Castro (Scienze)
- 1969-1973: Fernando de Carvalho Barreira (Scienze)
- 1973-1974: Joaquim Veríssimo Serrão (Lettere)
- 1974-1977: Henrique João de Barahona Fernandes (Medicina)
- 1977-1979: Ilídio de Melo Peres do Amaral (Lettere)
- 1979-1982: Raúl Miguel de Oliveira Rosado Fernandes (Lettere)
- 1983-1986: José Manuel Gião Toscano Rico (Medicina)
- 1986-1998: Virgílio Alberto Meira Soares (Scienze)
- 1998-2006: José Adriano Rodrigues Barata-Moura (Lettere)
- dal 2006: António Manuel Seixas de Sampaio da Nóvoa (Psicologia e Scienze dell'Educazione)